# الیزابت آ.بوفالو
الیزابت آ. بوفالو استاد فیزیولوژی و بیوفیزیک در دانشکده پزشکی واشینگتن و رئیس بخش علوم اعصاب در مرکز تحقیقات ملی نخست‌وزیر واشینگتن است. وی برای تحقیقات خود در زمینه نوروفیزیولوژی مربوط به نقش هیپوکامپ و ساختارهای لوب تمپورال داخلی در یادگیری و حافظه و نمایش فضایی و ناوبری شناخته شده‌است.
بوفالو جایزه تحقیقات ترولند را از آکادمی ملی علوم در سال ۲۰۱۱ به دلیل «مطالعه نوآورانه و چند رشته‌ای هیپوکامپ و پایه عصبی حافظه» دریافت کرد. وی یکی از اعضای شورای مشاوران علمی سزار، یک مؤسسه تحقیقاتی علوم اعصاب مرتبط با انجمن مکس پلانک و «اتحاد دانا برای ابتکارات مغز» است.

## زندگی‌نامه
بوفالو در کالج ولزلی تحصیل کرد و در آنجا در سال ۱۹۹۲ لیسانس فلسفه دریافت کرد. او یک دوره کارآموزی تحقیقاتی را در "مرکز ملی تحقیقات سم‌شناسی جفرسون AR" به پایان رساند و در آنجا درمورد اثرات کافئین و سایر عوامل شیمیایی (MK-801) را در شرطی شدن فعال در میمون‌ها مطالعه می‌کند. بوفالو تحصیلات خود را در دانشگاه کالیفرنیا، سن دیگو ادامه داد و در آنجا در سال ۱۹۹۵ مدرک کارشناسی ارشد خود را در رشته فلسفه دریافت کرد و زیر نظر پاتریشیا چرچلند کار می‌کرد و در سال ۱۹۹۸ دکترای خود را در رشته علوم اعصاب گرفت و زیر نظر استوارت زولا و لری اسکوایر کار کرد.